# جيوفري شيبارد
جيوفري شيبارد (18 ديسمبر 1890 في المملكة المتحدة - 22 مايو 1940 في المملكة المتحدة) (بالإنجليزية: Geoffrey Sheppard)‏ هو لاعب كريكت بريطاني (وحمل سابقاً جنسية المملكة المتحدة لبريطانيا العظمى وأيرلندا). لعب مع نادي مقاطعة ورسسترشاير للكريكيت ‏.

## وصلات خارجية
- جيوفري شيبارد على موقع إي آس بي آن كريك إنفو (الإنجليزية)